# 우크라이나 농구 국가대표팀
우크라이나 농구 국가대표팀(우크라이나어: Збірна України з баскетболу)은 우크라이나를 대표하여 국가대항전에 참가하는 농구 국가대표팀으로 우크라이나 농구 연맹에 의해 운영된다.

## 선수 명단

### 주요 선수
- 비야체슬라우 크라우초우 (피닉스 선스)

## 역대 감독
- 자우르베크 흐로마예우 (1992–1997)
- 울라디슬라우 푸스토하로우 (1997–1998)
- 볼로디미르 리조우 (1998–2000)
- 헨나디 자슈크 (2000–2005)
- 비탈리 레베딘체우 (2006–2007)
- 발렌틴 베레스트네우 (2007)
- 발렌틴 멜니추크 (2008–2009)
- 비탈리 체르니 (2010)
- 마이크 프래텔로 (2011–2014)
- 예우헨 무르진 (2015–2019)
- 아이나르스 바가츠키스 (2019–2023)
- 비탈리 스테파노우스키 (2023–2024)
- 아이나르스 바가츠키스 (2014–)

## 기록

### 선수 기록
최다 출전 선수
- 비야체슬라우 크라우초우: 82
- 올렉산드르 리포비: 69
- 데니스 루카쇼우: 67
- 막심 즈보노우: 59
- 비야체슬라우 보브로우: 58
- 아르템 푸스토비: 54
- 세르히 리슈크: 50
- 올렉산드르 미슐라: 50
- 올렉산드르 오쿤스키: 47
- 막심 코르니옌코: 47

최다 득점 선수
- 비야체슬라우 크라우초우: 606
- 세르히 리슈크: 596
- 레오니드 야일로: 558
- 올렉산드르 로흐만추크: 545
- 올렉산드르 오쿤스키: 483
- 비야체슬라우 보브로우: 461
- 데니스 루카쇼우: 425
- 아르투르 드로즈도우: 413
- 아르템 푸스토비: 406
- 세르히 흘라디르: 396